# Oskar Merikanto
Frans Oskar Merikanto (ur. 5 sierpnia 1868 w Helsinkach, zm. 17 lutego 1924 w Hausjärvi) – fiński kompozytor, dyrygent i organista.

## Życiorys
Studiował w konserwatoriach w Lipsku (1887–1888) i Berlinie (1890–1891). Po powrocie do kraju działał jako dyrygent, akompaniator i wykładowca muzyki kościelnej. Pełnił funkcję organisty w kościele św. Jana w Helsinkach, w latach 1911–1912 był dyrygentem Fińskiej Opery Narodowej.
Jego synem był kompozytor Aarre Merikanto.

## Twórczość
Zasłynął przede wszystkim jako twórca pieśni, w których wykorzystywał elementy fińskiej muzyki ludowej. Napisał przeszło 100 pieśni na chór męski lub żeński do tekstów w języku fińskim, w większości bez akompaniamentu. Skomponował pierwszą operę z librettem w języku fińskim, Pohjan neiti (1899, wyst. Wyborg 1908). Ponadto napisał opery Elinan surma (wyst. Helsinki 1910) i Regina von Emmeritz (wyst. Helsinki 1920). Był autorem ćwiczeń do nauki gry na organach.